# Animax (América Latina)
Animax (アニマックス, Animakkusu) foi o primeiro canal televisivo dedicado  a exibição de  animes 24 horas na América Latina. Seus acionistas incluem Sony Pictures Entertainment, GONZO e Aniplex. No Brasil, o canal passou a operar em 31 de julho de 2005 e seu sinal era gerado na Venezuela até dezembro de 2010, quando passou a ser regionalizado para o Brasil.[carece de fontes?]

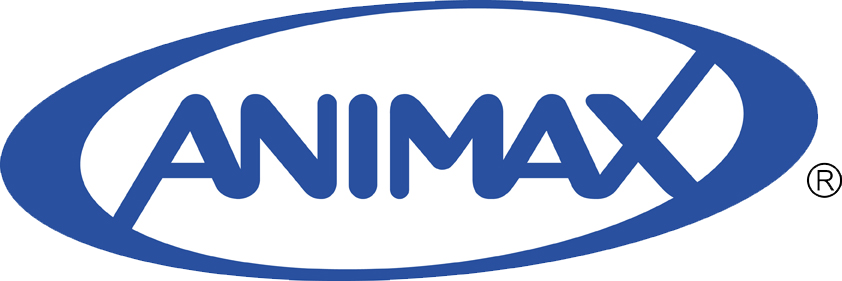
Logotipo usado pelo canal entre 2005 e 2010

A partir de 2008, o canal sofreu mudanças e deixou de ser estritamente dedicado às animações japonesas, passando a destacar em sua grade de programação seriados, reality shows e atrações musicais. Após um período de descaracterização, o canal foi oficialmente descontinuado em 1º de maio de 2011, quando foi relançado como Sony Spin.

## Precedentes
Após ser lançado como canal de televisão por assinatura no Japão em 20 de maio de 1998, o nome Animax chegou a ser utilizado pela Sony Pictures Entertainment no Brasil pela primeira vez entre os anos de 2000 e 2001, para designar um bloco semanal de desenhos de ação comercializado para TV aberta. Veiculado em 2000 pela Rede Bandeirantes e em 2001 pela Rede Record aos domingos de manhã, a atração se utilizava do logotipo e programação visual do canal e tinha como carro-chefe as séries de animação em computação gráfica Max Steel, Guerreiros das Sombras, Beast Wars e Beast Machines. Em sua passagem pela Record, Pokémon também integrou o bloco por um breve período.
A marca Animax foi retomada no mercado brasileiro anos depois como parte de um projeto de expansão do canal japonês, que a partir de 2004 lançou sinais no mercado asiático e europeu. Em 2005, o canal pago Locomotion, então com uma grade de programação que privilegiava a animação japonesa, foi adquirido pela Sony Pictures Entertainment e foi gradualmente reformulado para tornar-se o sinal latino do canal - o que efetivamente aconteceu em 31 de julho de 2005.

## Programação

### Primeira fase: Full Anime
Sendo a primeira investida da Sony por lançar um canal 24/7 de anime na América Latina, primeiramente se pensou em exibir estas séries em 2 formatos: todas que tiverem mais de 26 episódios seriam exibidas todos os dias, e aquelas que possuírem uma quantidade menor de episódios seriam exibidas em determinados dias da semana, do mesmo modo que são transmitidas no Japão. No total, pode encontrar em um dia, um episódio de estreia de qualquer série de anime com no máximo 2 reprises. As séries foram dubladas para o espanhol e português brasileiro (somente para o Brasil) e suas aberturas e encerramentos foram mantidas de acordo com a original: íntegros e mantendo a trilha de fundo. Durante sua fase de atuação no Brasil, também foi exibido o anime Blood+.
Ao final de cada série, se apresentava um bloco pequeno chamado Animedia, no qual se transmitia videoclipes de bandas e cantores americanos, com inclusive uma cobertura de eventos relacionados ao anime, games e futuras séries de anime no canal. Em 15 de agosto de 2007, Animax estreou seu novo site, com mais conteúdo e figuras ilustrativas com mais vida e personalidade. Após o ocorrido, o canal renovou mais uma vez na sua programação com as estreias de Basilisk, Trinity Blood e Speed Grapher, no qual este último foi destinado a um bloco chamado Lollipop (onde se exibia animes com fanservice). Em seu compromisso com exibir séries sem cortes, há de se destacar a exibição do último episódio de Excel Saga, não exibido na TV japonesa, e também da versão sem cortes de Gantz, mais violenta e explícita que a televisionada no Japão.

### Segunda fase: Animax 2.0
Em março de 2008, houve a estreia de Legend of Blue. O Animax confirmou em maio de 2008, que reestrearia Neon Genesis Evangelion, baseado na versão Renewal of Evangelion, totalmente remasterizada e com cenas inéditas (lançada no Japão em 2003). Na época, também havia confirmado a estreia de Bleach e de Hell Girl, adicionando um novo bloco de filmes chamado Reciclo, onde se exibia filmes americanos distribuídos pela Sony Pictures. Outra das novidades foi a chegada de Distraction, um gameshow britânico, do seriado The Middleman e do bloco Reciclo, onde filmes de propriedade da Sony Pictures eram exibidos. Em maio de 2008, foi o começo da inclusão de conteúdo live-action ocidental ao Animax, como primeiro passo para suas futuras alterações no foco original.
Desde maio de 2008, foram confirmadas os animes para estreias do canal: 009-1, Black Cat, Black Jack, Bleach, Bokurano, Death Note, Fate/Stay Night, Jigoku Shoujo, Humanoid Monster Bem, Mushishi, Neon Genesis Evangelion (versão remasterizada e inédita), R.O.D the TV, Samurai X, Solty Rei e ×××HOLiC. Em 5 de maio de 2008, o canal mudou completamente sua imagem pela primeira vez na América Latina e Brasil, se auto-intitulando "Animax 2.0".
Em 5 de outubro de 2009, o Animax deixou de exibir a série Lost, a qual seria substituída pelos animes Samurai X e Legend of Blue, mas saíram da programação Basilisk e Trinity Blood.

### Terceira fase: Final dos animes
O "Relançamento" do Animax começou a ser feita em novembro de 2009, quando foram incluídos na programação diversos reality-shows, seriados e longa-metragens em live-action. As animações japonesas foram completamente removidas do horário nobre, sendo movidas para horários periféricos; madrugada, manhã e parte da tarde. Em maio de 2010, houve a oficialização da mudança de foco. O layout do canal foi completamente reformulado, ganhando elementos mais jovens e associando a marca ao estilo de vida urbano, musical e esportivo. Os animes, que antes eram a totalidade da programação do canal, passaram, nessa nova fase, a fazer parte apenas da programação exibida na madrugada e pelas manhãs, até o início da tarde.
Nos meses seguintes, o Animax tirou novamente vários animes da grade de programação, passando a exibir apenas quatro horas e meia diárias de animações, restritas às madrugadas. Apesar de todas as críticas dos antigos fãs, o canal seguiu com a postura firme de substituir os poucos animes que ainda restaram no canal por conteúdos diversos, especialmente séries live-action.
No início de 2011, após ser divulgado pela imprensa da Sony que o Animax removeria completamente os animes da grade de programação, houve a estreia de Nodame Cantabile, em Março. Este seria, então, o último anime que o canal viria a estrear em seus quase 6 anos de existência. Na mesma época, o canal divulgou que adquiriu o anime Fullmetal Alchemist: Brotherhood para exibição, mas a data de estreia não foi definida. O animê teve sua estreia definitiva somente no canal Sony Spin.

## Animax Online
Após o lançamento do Sony Spin, em junho de 2011, foi divulgado que o extinto site do canal seria reformulado para exibir animes via streaming, em um esforço de manter a marca ativa no mercado latino. O projeto, contudo, foi cancelado devido a problemas com distribuidoras e os investimentos no lançamento da plataforma Crackle, que passou a concentrar de forma gratuita boa parte do conteúdo de acervo da distribuidora. Atualmente, diversos animes anteriormente veiculados pelo Animax, como Death Note e Bleach, passaram a integrar o catálogo do Crackle em versões dubladas em português, embora a plataforma não comporte o lançamento de títulos inéditos.